# Bug - La paranoia è contagiosa
Bug - La paranoia è contagiosa (Bug) è un film del 2006 diretto da William Friedkin, basato sull'omonima pièce teatrale scritta da Tracy Letts (autore anche della sceneggiatura), presentato nella sezione Quinzaine des Réalisateurs del Festival di Cannes 2006.

## Trama
In un motel sperduto in una zona desertica, vive Agnes, donna dal passato drammatico, che dopo aver perso il figlio ed essersi separata dal marito allevia la sua solitudine avviando una relazione saffica con una cameriera. Ben presto nella vita di Agnes arriva Peter, un ex marine timido ed introverso, che la donna spera possa essere l'uomo giusto per rifarsi una vita. Agnes e Peter uniscono le loro solitudini instaurando una relazione che li porterà a tragici eventi.

## Premi e riconoscimenti
- Premio FIPRESCI al Festival di Cannes 2006